# عبد الرزاق بدران
عبد الرزاق محمد حسن بدران هو من الرواد العرب الأوائل في مجاله بادخاله التصوير الضوئي الحديث والفنون التطبيقية مبكرا لفلسطين والكويت والأردن. كان أيضا تربويا مبدعا بكونه أول مفتش تربية فنية في وزارة التربية في الكويت في 1950. ساهمت تغطيته الصحفية كمراسل حربي للحرب العربية الإسرائيلية الأولى عام 1948 بتوثيق وقائع الحرب من الجبهة مباشرة للقراء العرب في كل مكان. لاحقا وخلال حياته المهنية المعطاءة، تطوع لتدريب العديد من المصورين الشباب العربي على فن التصوير وعلومه. ترك عبد الرزاق بدران خلفه ارثا غنيا بالصور النادرة لفلسطين أثناء فترة الانتداب البريطاني،  بالإضافة لصور دولة الكويت قبل الاستقلال.

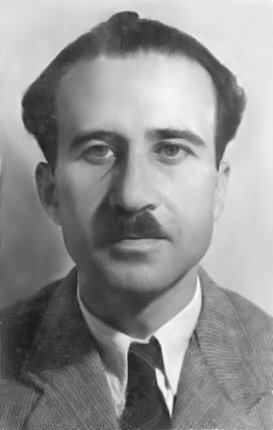
في الخمسينات
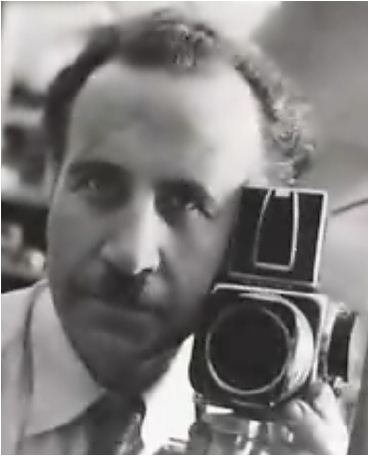
في الستينات
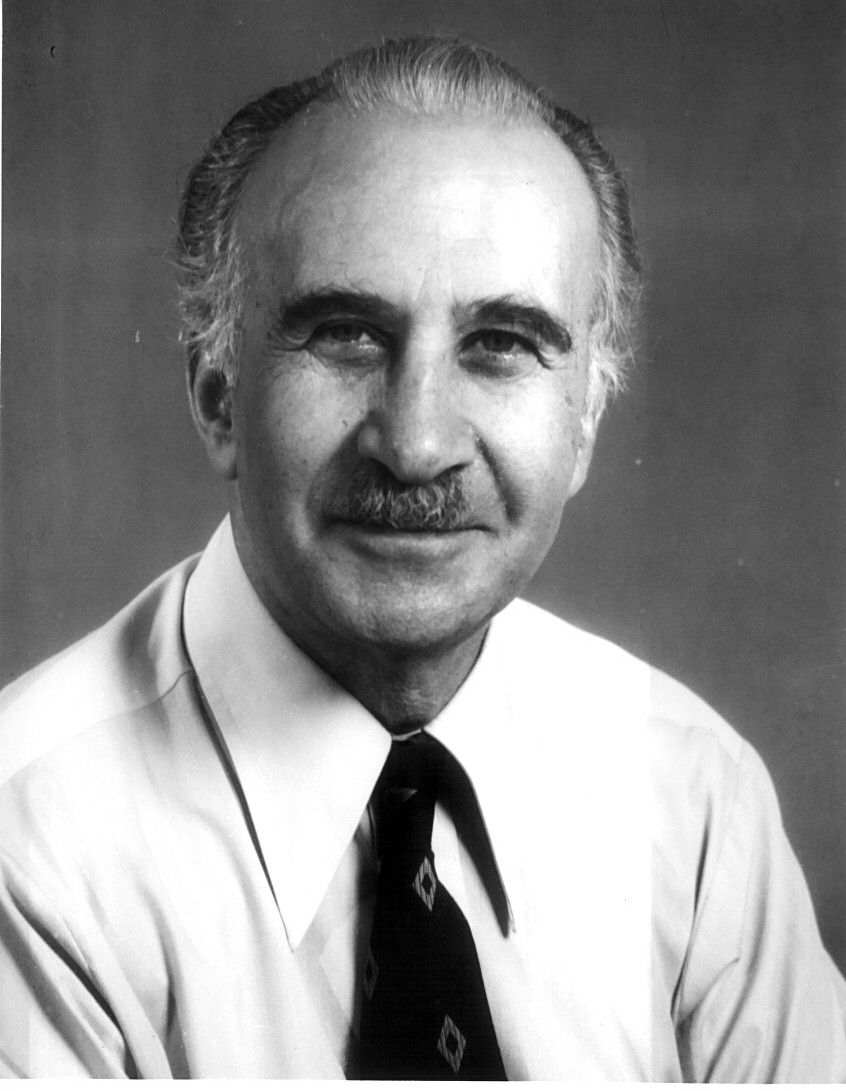
في السبعينات
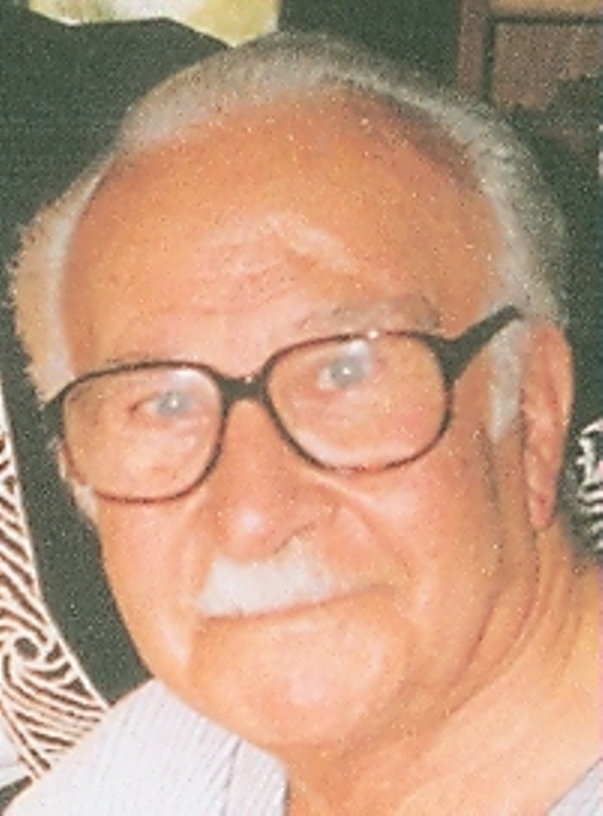
في التسعينات

## نبذة وتعريف

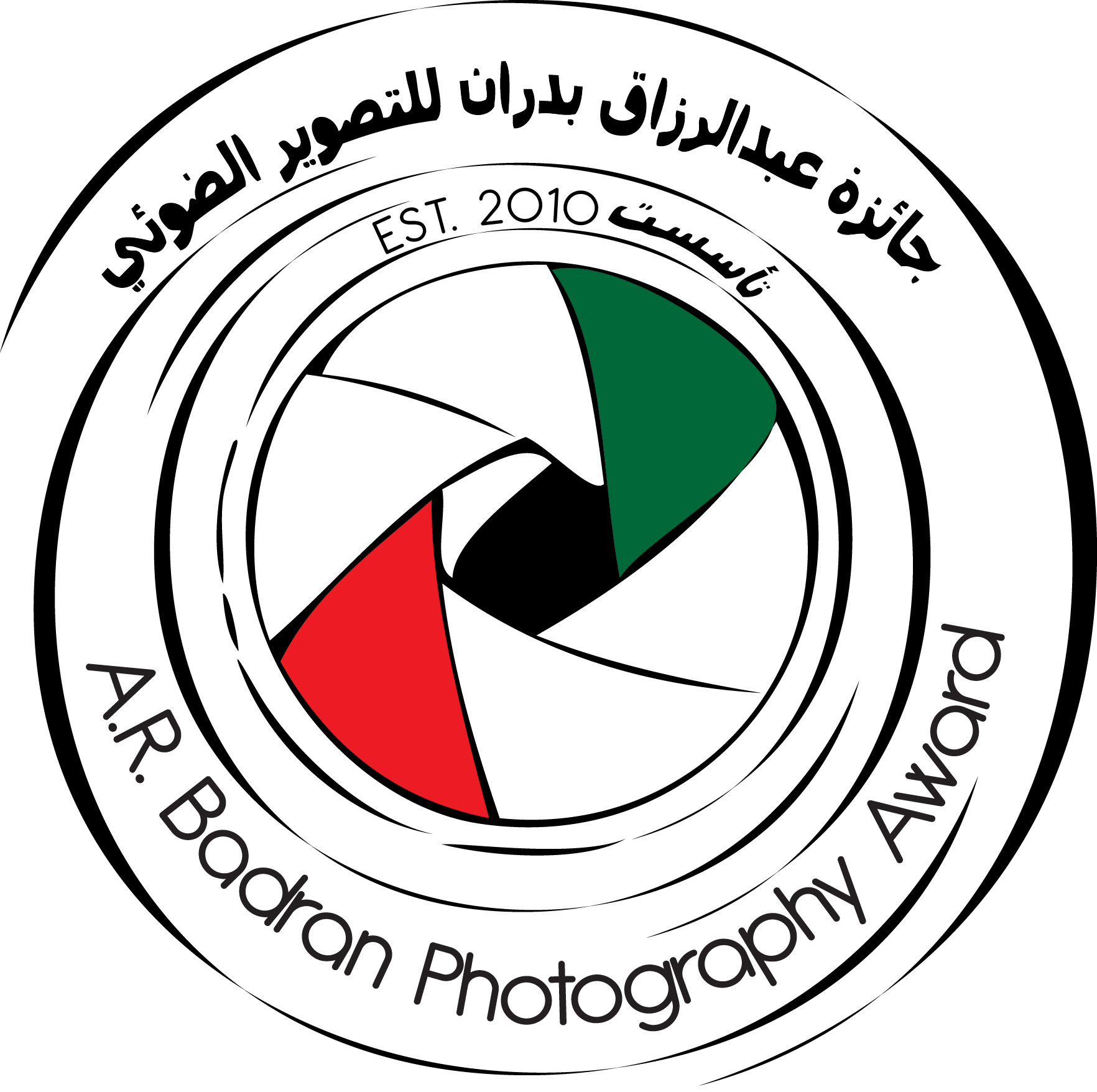
جائزة عبد الرزاق بدران للتصوير الضوئي

- ولد في مدينة حيفا – فلسطين عام 1917.
- أتم دراسته الثانوية في المدرسة الصلاحية في فلسطين عام 1932، وانتقل إلى مدرسة الصناعات الزخرفية ببولاق – مصر، وحاز على دبلومها من الدرجة الأولى.
- درس في كلية الفنون التطبيقية بالقاهرة وحصل على دبلومها عام 1940.
- حصل على وسام النهضة من الدرجة الأولى من الملك عبد الله الأول بن الحسين، عاهل المملكة الأردنية الهاشمية.
- أرسلته دار الهلال المصرية مندوبا ومراسلا حربيا لتغطية حرب فلسطين لمدة تسعة أشهر عام 1948-
- أسس مرسم بدران للفنون في شارع الأمير في مدينة الكويت عام 1949، وهو أول ستوديو تجاري للتصوير والفنون في الكويت.
- تعاقدت مع عبد الرزاق بدران سبع شركات عمرانية وبترولية لتصوير مشاريعها في أوائل الخمسينات.
- كان أول مفتش تربية فنية وواضع لمناهجها في معارف الكويت عام 1950، كما درس التربية الفنية في بعض مدارس الكويت.
- أسس أول قسم للتصوير والسينما في دائرة الأمن العام في الكويت.
- أكمل دراسته المهنية في تخنوكم مورتسل/ أجفا في بلجيكا، ثم التحق بمعهد نيويورك للتصوير وحصل على دبلوم.
- أسس قسما للتصوير العلمي في جامعة الكويت في منتصف الستينات، وعمل في الجامعة لمدة عشر سنوات حتى استقالته عام 1975.
- أسس قسما مماثلا في الجمعية العلمية الملكية وعمل فيه لمدة عام.
- أسس قسما مماثلا في الجامعة الأردنية وعمل فيه لمدة 13 عاما.
- ألف موسوعة «أصول التوريق العربي والتزهير الفارسي الإسلامي»، وهي دراسة معمقة للعناصر الرمزية والهندسية في الفن العربي والإسلامي، وعناصر وتقنيات الزخرفة العربية. وقد إستغرقه كتابة هذه الموسوعة زهاء عشرة أعوام.
- تزوج افتخار فهيم الفرخ (يافا) وأنجبا بدران وعمر وباسل وهالة.
- تُوفي في 13 ديسمبر عام 2003.
- بعد وفاته، نظم أبنائه مسابقة سنوية للتصوير الضوئي تحمل اسم: جائزة عبد الرزاق بدران للتصوير الضوئي
- بمناسبة الذكرى السادسة عشر لتأسيس الجمعية الأردنية للتصوير ويوم المصور الأردني، تم تكريم الأستاذ عبد الرزاق بدران كشخصية العام 2010.

## روابط خارجية
- عبد الرزاق بدران على موقع أرشيف الشارخ